# Pseudophengodes foveicollis
Pseudophengodes foveicollis är en skalbaggsart som beskrevs av Wittmer 1976. Pseudophengodes foveicollis ingår i släktet Pseudophengodes och familjen Phengodidae. Inga underarter finns listade i Catalogue of Life.